# پرشو (داکوتای جنوبی)
پرشو(به انگلیسی: Presho) شهری در ایالت داکوتای جنوبی کشور ایالات متحده آمریکا است که جمعیت آن در سرشماری سال ۲۰۱۰ میلادی، ۴۹۷ نفر بوده‌است.